# Lucien Capet
Louis Lucien Capet (ur. 8 stycznia 1873 w Paryżu, zm. 18 grudnia 1928 tamże) – francuski skrzypek, kompozytor i pedagog.

## Życiorys
W latach 1888–1893 uczęszczał do Konserwatorium Paryskiego, gdzie uczył się u Jeana-Pierre’a Maurina. Studia ukończył z pierwszą nagrodą. W latach 1896–1899 był koncertmistrzem orkiestry Concerts Lamoureux. Wykładał w konserwatoriach w Bordeaux (1899–1903) oraz Paryżu (1903–1928). Wśród jego uczniów znajdował się Ivan Galamian.
W 1893 roku założył kwartet o nazwie Quatuor Capet, który zyskał sobie uznanie za wysoki poziom interpretacyjny utworów skrzypcowych Ludwiga van Beethovena. Występował także jako solista. Wziął udział w prawykonaniu II Sonaty skrzypcowej e-moll op. 108 Gabriela Faurégo (1917).
Skomponował m.in. 5 kwartetów smyczkowych, 2 sonaty na skrzypce i fortepian, Poème na skrzypce i orkiestrę, Devant la mer na głos i orkiestrę, Psalm XXIII na głosy solowe, chór i orkiestrę. Opublikował pracę La technique supérieure de l’archet (wyd. Paryż 1916), a także monografię poświęconą kwartetom smyczkowym Beethovena.
Od 29 stycznia 1927 roku Kawaler Orderu Legii Honorowej, wcześniej Oficer Orderu Palm Akademickich i Komandor Orderu Korony Rumunii.